# Edvin Mattiasson
Edvin Mattiasson (n. 16 aprilie 1890, Trelleborg, Malmöhus⁠(d), Suedia – d. 15 martie 1975, Malmö, Malmöhus⁠(d), Suedia) a fost un luptător ce a reprezentat Suedia, medaliat olimpic. A participat la o ediție a Jocurilor Olimpice (1912) în care a câștigat o medalie de bronz.

## Participări
Lista de mai jos prezintă principalele competiții la care a participat Edvin Mattiasson de-a lungul carierei.
- wrestling at the 1912 Summer Olympics – men's Greco-Roman lightweight[*]